# Drowned in Sound
Drowned in Sound (DiS) est un webmagazine britannique consacré à la musique créé en 2000 par Sean Adams.

## Histoire
En 1998, Sean Adams créé The Last Resort, un fanzine distribué par courrier électronique. En octobre 2000, Adams le relance sous la forme d'un webmagazine, baptisé Drowned in Sound.
Inspiré par des labels indépendants comme Fierce Panda Records, Sean Adams fonde son propre label en 2003. Sa première production est le single Oh My God des Kaiser Chiefs. Deux ans plus tard, DiS commence à éditer des albums, notamment le premier album de la chanteuse Martha Wainwright.
En 2003, Drowned in Sound totalise plus d'un million de pages vues mensuelles. En 2010, avec 500 000 visiteurs uniques par mois, DiS est devenu l'un des sites musicaux britanniques les plus fréquentés. Le site propose également un podcast, Drowned in Sound Radio, qui en 2006 est téléchargé chaque semaine par 30 000 auditeurs.
En 2010, à l'occasion de son 10e anniversaire, Drowned in Sound est chargé de la programmation des artistes se produisant sur la seconde scène du festival de musique Summer Sundae (en). Ils invitent notamment The Futureheads et The Besnard Lakes.

## Liste des artistes produits par DiS
- Adam Gnade
- Bat for Lashes
- Blood Red Shoes
- Brett Anderson
- Emily Haines
- Emmy the Great
- Jeniferever
- Kaiser Chiefs
- The Koreans
- Les Incompétents
- Martha Wainwright
- Metric
- Redjetson
- The Stills
- ThisGirl
- Youthmovies